# Ribera Alta 2da. Sección
Ribera Alta 2da. Sección är en ort i Mexiko.   Den ligger i kommunen Centla och delstaten Tabasco, i den sydöstra delen av landet, 700 km öster om huvudstaden Mexico City. Ribera Alta 2da. Sección ligger 2 meter över havet och antalet invånare är 568.
Terrängen runt Ribera Alta 2da. Sección är mycket platt. Runt Ribera Alta 2da. Sección är det ganska glesbefolkat, med 32 invånare per kvadratkilometer. Närmaste större samhälle är Chichicastle 1ra. Sección, 10,1 km sydost om Ribera Alta 2da. Sección. Omgivningarna runt Ribera Alta 2da. Sección är en mosaik av jordbruksmark och naturlig växtlighet.